# .cn
.cn die länderspezifische Top-Level-Domain (ccTLD) der Volksrepublik China. Sie wurde am 28. November 1990 eingeführt und wird vom China Internet Network Information Center verwaltet. Mit 18 Millionen registrierten Domains (Stand Q3 2022) ist .cn die zweitbeliebteste Top-Level-Domain nach .com.

## Registrierungen
Die Vergabe findet sowohl auf zweiter als auch auf dritter Ebene statt. Registrierungen müssen über einen offiziell akkreditierten Domain Name Registrar erfolgen, die folgenden Domains sind auf zweiter Ebene verfügbar:
- .ac.cn für akademische Einrichtungen
- .com.cn für kommerzielle Unternehmen
- .edu.cn für Bildungseinrichtungen
- .gov.cn für die chinesische Regierung
- .mil.cn für das chinesische Militär
- .net.cn für Internetdienstleister
- .org.cn für gemeinnützige Organisationen

Daneben gibt es auch Domains auf zweiter Ebene für jede chinesische Provinz. Das schließt auch Hongkong, Macau und Taiwan ein, obwohl diese über jeweils eigene Top-Level-Domains .hk, .mo und .tw verfügen. Seit 2010 existieren auch die beiden Top-Level-Domains .中国 (.xn--fiqs8s in Punycode) und .中國 (.xn--fiqz9s), unter denen Adressen in chinesischen Schriftzeichen registriert werden können.

## Eigenschaften
Die Richtlinien zur Vergabe einer .cn-Domain wurden mehrfach verschärft. Nach aktuellem Stand dürfen Privatpersonen keine Domains registrieren, Unternehmen müssen zwingend einen Hauptsitz oder eine Niederlassung in der Volksrepublik China vorweisen. Ferner dürften auf Webseiten mit .cn-Adresse keine pornographischen, obszönen, ehrverletzenden oder gewaltverherrlichenden Inhalte angeboten werden, auch der Betrieb von Glücksspielen ist verboten. Ein Verstoß gegen die Prinzipien der Volksrepublik kann ebenfalls zur Aberkennung einer Domain führen. Der physische Standort der Nameserver muss sich ebenfalls auf dem Gebiet Chinas befinden.
Aufgrund der unübersichtlichen Vergabekriterien kommt es immer wieder zu Betrugsversuchen. Dabei wird insbesondere versucht, Inhabern einer bestehenden .cn-Domain eine gleichlautende Adresse auf zweiter Ebene oder unterhalb einer anderen Top-Level-Domain wie .hk zu verkaufen. Diese ist meist bereits registriert und nur gegen vollkommen unverhältnismäßige Gebühren zu erwerben.
Im Vergleich zu anderen ccTLDs ist die Rechtslage um chinesische Adressen noch weitgehend ungeklärt. Im November 2012 hat erstmals ein Gericht in Shanghai bejaht, dass .cn-Domains beschlagnahmt werden können. Ferner kontrollieren die Behörden des Landes nach Medienberichten seit 2005 immer öfter die Inhalte von Webseiten unter einer .cn-Domain, auch wenn diese aus dem Ausland bereitgestellt werden.

## Bedeutung
Aufgrund des rasanten Verbreitung des Internets in China und des steigenden internationalen Interesses gehört .cn seit einigen Jahren zu den am schnellsten wachsenden Top-Level-Domains. Im September 2012 waren erstmals mehr .cn- als .eu-Domains registriert.
Im September 2012 hat die Vergabestelle CNNIC eine Kooperation mit dem größten chinesischen Internet-Konzern Tencent geschlossen, bei der allen Nutzern des sozialen Netzwerks QQ eine personalisierte .cn-Domain zur Verfügung gestellt werden sollte. Geplant war, dass die Domain aus der QQ-Kontonummer besteht, auf die QQzone-Webseite des Nutzers verweist und für E-Mail verwendet werden kann. Über die Realisierung dieses Plans liegt keine Berichterstattung vor.